# Finsko na Zimních olympijských hrách 1972
Finsko na Zimních olympijských hrách 1972 v Sapporu reprezentovalo 50 sportovců, z toho 43 mužů a 7 žen. Nejmladším účastníkem byl Jukka Kuvaja (18 let, 92 dní), nejstarší pak Kalevi Oikarainen (35 let, 289 dní). Reprezentanti vybojovali 5 medailí, z toho 4 stříbrné a 1 bronzovou.

## Medailisté
| Medaile | Jméno                                                    | Sport              | Disciplína                |
| ------- | -------------------------------------------------------- | ------------------ | ------------------------- |
| Stříbro | Heikki Ikola Mauri Röppänen Esko Saira Juhani Suutarinen | Biatlon            | Muži – štafeta 4 x 7.5 km |
| Stříbro | Marjatta Kajosmaa                                        | Běh na lyžích      | Ženy 5 km                 |
| Stříbro | Marjatta Kajosmaa Hilkka Riihivuori Helena Takalová      | Běh na lyžích      | Ženy – štafeta 3 x 5 km   |
| Stříbro | Rauno Miettinen                                          | Severská kombinace | Muži – jednotlivci        |
| Bronz   | Marjatta Kajosmaa                                        | Běh na lyžích      | Ženy 10 km                |